# Telemundo (noticiero)
Telemundo (conocido también como Telemundo 12) es un noticiero uruguayo transmitido desde el 10 de junio de 1968 por Teledoce. En la actualidad cuenta con tres ediciones diarias de lunes a viernes y una edición diaria los fines de semana.
Posee varias ediciones; la edición central, conducida por Aldo Silva, Malena Castaldi y Mariano López, la matutina por Fernanda Cabrera y Valentín Rodríguez, y la del mediodía por este último y Lucía Brocal.

## Historia
El 10 de junio de 1968 la entonces sección de noticias de Tele 12, pasa a denominarse Telemundo. Inicialmente, el noticiero fue conducido por distintos presentadores, tales como Raúl Fontaina, Gustavo Adolfo Ruegger y Neber Araújo, este último, conductor del informátivo central hasta el año 2002. En sus años al frente de la edición central, compartió en reiteradas ocasiones su rol en duplas con Silvia Kliche o Laura Daners.
Desde 2004, la dupla de periodistas Aldo Silva y Claudia García fueron los presentadores de la edición central, estando acompañados por diferentes periodistas, productores así como diversas escenografías. A fines de abril de 2019 y tras una decisión de las autoridades del canal, la periodista Claudia García fue desvinculada del noticiero, generando críticas por parte de los televidentes, quienes expresaron muestras de apoyo a la conductora despedida.
La edición central del 10 de junio de 2019 renovó por completo la imagen del noticiero, desde los gráficos hasta la escenografía, poniéndole fin a la tradición de la mesa y los presentadores sentados en los informativos de televisión abierta en el país. En esa misma reestructura, el periodista Aldo Silva pasa a estar acompañado en la conducción del programa por los periodistas Malena Castaldi y Mariano López. El trío de conductores se reparten en distintos segmentos, acompañados de columnistas que participan para desarrollar los temas que se llevan a cabo en el día.
La gerencia periodística está a cargo de Gastón Solé y Federico Sierra.
En agosto de 2024, el noticiero se renueva, presentando nuevas gráficas, logo y cambiando el escritorio del noticiero. 

## Ediciones
Telemundo cuenta con tres ediciones diarias de lunes y viernes, y una por día en los fines de semana.

### Actuales
- Telemundo de mañana: edición creada en 2005, concebido como el sucesor del magacín "El despertador". Actualmente, dicha edición es presentada por los periodistas Fernanda Cabrera y Valentín Rodríguez Bausero.
- Telemundo mediodía: surgió el 5 de junio de 2000 bajo el nombre de Telemundo 1ra Edición, conducida en su momento por Alejandro Etchegorry y Renée Laffitte. En octubre de 2015, y coincidiendo con una renovación radical dentro del noticiero, su denominación cambió a la que posee en la actualidad. Desde 2019 es presentado por Lucía Brocal y Valentín Rodríguez Bausero, quien también participa en la edición matinal. Además está Rodrigo Romano en los deportes, entre otros periodistas.
- Telemundo central: es la principal edición central de este servicio informativo. Desde 2004 de forma fija participa Aldo Silva junto con Malena Castaldi y Mariano López, quienes se incorporaron en la renovación de junio de 2019. Se transmite de lunes a viernes minutos antes de las 19:00.
- Telemundo sábado: Idéntica a la central, solo que se emite los sábados y es conducida por Ignacio Martirené.
- Telemundo dominical: Es emitida los domingos y ocupa el horario de la edición central. En la actualidad la conducen Paula Scorza y Mariano López.
- Flashes informativos: Son emitidos a las 17:50 con los adelantos de la Edición Central. Presentados por Malena Castaldi, Aldo Silva y Mariano López.

### Anteriores
- Telemundo al cierre: Surgida a principios de la década de 2000, se encargaba de resumir los acontecimientos del día. En su último tiempo fue conducido por el periodista Leonardo Silvera. Se emitía de lunes a viernes antes del cierre de transmisión, en el horario de la medianoche. En un principio se llamó Telemundo tercera edición.
- Telemundo flash: Micro-informativo con un compacto de las noticias más importantes del momento, que se emitía en horarios cambiantes, especialmente los sábados por la noche, cortando la sesión de películas "Sábados de Cine".

## Equipo

### Presentadores
- Telemundo de mañana: Fernanda Cabrera y Valentín Rodríguez.
- Telemundo mediodía: Lucía Brocal y Valentín Rodríguez.
- Telemundo central: Aldo Silva, Malena Castaldi y Mariano López.
- Telemundo sábado: Ignacio Martirené.[5]
- Telemundo dominical: Paula Scorza y Mariano López.
- Flashes informativos: Malena Castaldi, Aldo Silva y Mariano López

### Columnistas
- Deportes: Alberto Kesman, José Carlos Álvarez de Ron, Rodrigo Romano, Federico Buysán, y Leonardo Díaz.
- Hípica: Héctor García.
- Entretenimiento: Camila Cibils.
- Innovación: Agustina Rovetta.
- Policiales: Emiliano Wigman y Guillermo Losa.
- Internacionales: Ignacio Martirené.
- Móviles: Daniel de León, Celso Cuadro, María Eugenia García, Carolina Ramos, Emiliano Wigman, Ximena Barbé y Mariana Sequeira.
- Ciencia: Agustina Rovetta.

## Anterior equipo
- Néber Araújo[6]- Histórico conductor de la edición central del informativo, desde el estreno del mismo, hasta 2002.
- Laura Daners - Conductora de la edición central hasta 2004.
- Claudia García - Conductora de la edición central desde 2004 hasta su desvinculación en 2019.
- Martín Sarthou - Conductor de Telemundo central hasta 2019
- Silvia Kliche - Conductora histórica de la Telemundo central.
- Renée Laffitte - Conductora anterior de Telemundo mediodía.
- Pablo Rodríguez - Anterior conductor de la edición del mediodía.
- Gastón Solé -  Anterior presentador de la edición del mediodía, actualmente en la dirección del informativo.
- Gabriela Santini  - Conductora de la edición del mediodía desde 2012 hasta 2018.
- María Noel Marrone - Conductora de Telemundo de mañana en la década de 2000.
- Alejandro Etchegorry - Conductor de diversas ediciones del informativo y coordinación general.
- Alfonso Lessa - Director del informativo hasta 2017 y panelista político.
- Nelson Maiorano - Periodista histórico.
- Gustavo Adolfo Ruegger - Periodista.
- Raúl Fontaina (hijo) - Anterior presentador y columnista.
- Alejandro Figueredo - Columnista de deportes hasta el año 2017.
- Martín Charquero - Columnista de deportes, renuncia a principios de 2018
- Juan Gallardo - Columnista.
- Nazario Sampayo - Columnista de policiales.
- Daniel Lucas - Columnista de espectáculos
- Adriana Rivas - Movilera y columnista.
- Juan Torraca - Columnista de la sección de meteorología.
- Emiliano Cotelo - Entrevistas en 2017.
- Laura Raffo - Periodista de economía hasta 2019.
- Carlos Dopico - Periodista de espectáculos, hasta 2020.
- Martín Kesman - Periodista deportivo, presentador de la sección de deportes en la 1.ª edición/mediodía.
- Damián Herrera - Periodista deportivo. Presentador de la sección correspondiente en Telemundo de Mañana hasta 2022.[7]
- Facundo Macchi - Columnista de tecnología, presentó su renuncia a mediados de 2023.[8]
- Xabier Lasarte - Se jubiló a sus 68 años a finales de 2022.
- Iliana Da Silva - Renunció porque vivirá en Venezuela.[9]
- Leonel Tuana - Primer conductor de Telemundo 12 desde 1968 a 1984.